# Magdalena Kuras
Magdalena Kuras (ur. 14 maja 1988 w Malmö) – szwedzka pływaczka specjalizująca się w stylu dowolnym.
Wicemistrzyni Europy na krótkim basenie z Herning (2013) w sztafecie 4 × 50 m stylem dowolnym. Brązowa medalistka mistrzostw Europy z Eindhoven w sztafecie 4 x 100 m stylem dowolnym.